# Храм Покрова Пресвятой Богородицы (Пехра-Покровское)
Храм Покрова Пресвятой Богородицы — православный храм Балашихинской епархии Московской митрополии, подворье Северобайкальской епархии. Храм расположен на северной стороне Щёлковского шоссе в бывшем селе Пехра-Покровское, ныне части города Балашиха (современный адрес: Щёлковское шоссе, 133). К югу от него, на другой стороне шоссе, находится действующее Пехра-Покровское кладбище. Храм является объектом культурного наследия федерального значения.

## История
Впервые о Покровском храме в селе Пехорка сообщается в рукописном Троицком патерике XV века. Содержащиеся в нём житие Новгородского архиепископа Серапиона сообщает, что он родился в семье священника этого храма и, став монахом, некоторое время служил в нём, подменяя своего отца.
В писцовой книге Московского уезда за 1623—1624 годы село числилось за патриархом Филаретом. Указывается что храм в нём был «клетского типа» с трапезной и колокольней. Из-за малочисленности прихода в нём служил только один священник.
На рубеже XVII—XVIII веков село вместе с другими землями вдоль Стромынки перешло в собственность А. Д. Меншикова. На его средства в 1712 году была построена новая деревянная Покровская церковь. В 1723 году она сгорела и через 4 года Синод указал вместо неё построить новую деревянную церковь во имя Успения Пресвятой Богородицы. Освящение церкви состоялось в сентябре 1727 года.
В начале XIX века в приходе церкви значились 22 двора с населением более 800 человек. Построенный князем Меншиковым Алексеевский дворец обветшал и было принято решение разобрать его и использовать материал для постройки нового каменного храма. 5 августа 1824 года митрополитом Филаретом была подписана храмозданная грамота и через год было начато строительство. Архитектором храма стал Осип Иванович Бове, построивший его в традициях московского ампира. 10 сентября 1833 года главный престол храма был освящён в честь Покрова Божией Матери, а левый придел в честь пророка Илии. В середине XIX века в приходе Покровской церкви состояли 143 крестьянских двора с населением 1255 человек.
13 мая 1902 года был издан указ «о разрешении пристройки двух приделов при церкви села Пехры Московского уезда». Архитектором стал Н. Н. Благовещенский (московский епархиальный архитектор). В октябре того же года строительство было завершено и 6 октября состоялось освящение храма иерейским чином, которое совершил благочинный округа Александр Колычев в сослужении клириков храма.
4 мая 1922 года в рамках проводимой Советской властью кампании по изъятию церковных ценностей из Покровской церкви были изъяты серебряные оклады икон, Евангелия, кресты и др. общей массой более 67 килограммов. В 1925 году община храма была зарегистрирована местным Советом депутатов. В 1928 году храмовая сторожка была изъята из ведения общины и переделана в избу-читальню. В 1929 году храм был обложен крупным налогом. Настоятель церкви отец Николай был арестован ОГПУ и сослан в Архангельск. 23 января 1930 года по причине отсутствия священнослужителей службы были прекращены, а в ночь на 11 февраля его взломали, выбросили на улицу церковную утварь. Храм стали использовать как зернохранилище. Вскоре с него сбросили колокола, срубили кресты на куполах и заменили их на флаги, храм был переоборудован под клуб. В 1930-е годы была снесена колокольня. Верующие неоднократно обращались к властям с ходатайствами о возвращении им храма, но получали отказы. В 1950-е годы здание храма передали ОСВОДу, в здании были возведены перекрытия, разделившие храм на 3 этажа.
В 1992 году была образована приходская община, митрополитом Ювеналием был назначен настоятель храма, была начата процедура его возврата. В 1993 году в престольный праздник Покрова Пресвятой Богородицы в нём совершили первую после закрытия Божественную литургию. Была начата реставрация храма. 14 октября 2004 года архиепископ Можайский Григорий (Чирков) совершил великое освящение храма.
1 ноября 2018 года при Покровском храме было открыто подворье Северобайкальской епархии, её правящий епископ назначен настоятелем храма.

## Архитектура
По стилю кирпичное оштукатуренное здание церкви с белокаменными деталями относится к московскому ампиру. Центральное место в композиции занимает основной объём — двухсветная ротонда, увенчанная куполом. Ротонду опоясывает колоннада римско-дорического ордера, спаренные колонны которой образуют лоджии с северной и южной стороны. С запада и востока к ротонде примыкают одинаковые по размеру помещения алтаря и хоров соответственно. Фасады основной части строгие, практически без декора. Декор трапезной, на фасадах которой пилястры и филенки, более выраженный, он выполнен в классицистической манере, что объединяет более поздние части с первоначальными. Колокольня имеет призматический первый ярус, два цилиндрических яруса звона и шпиль (от первоначальной постройки сохранился лишь первый ярус, остальные восстановлены в XXI веке). Колокольня так же крупномасштабна и лаконична в отделке, как и основной объём храма.
Проект храма, выполненный О. И. Бове, повторяет проект церкви Михаила Архангела, построенной несколько ранее в его собственной усадьбе Архангельское.
Первоначальная отделка интерьера уцелела только в куполе храма. Он расписан кессонами в технике гризайль, а по низу купола проходит лепной карниз с модульонами. Первоначальный иконостас утрачен.

## Галерея

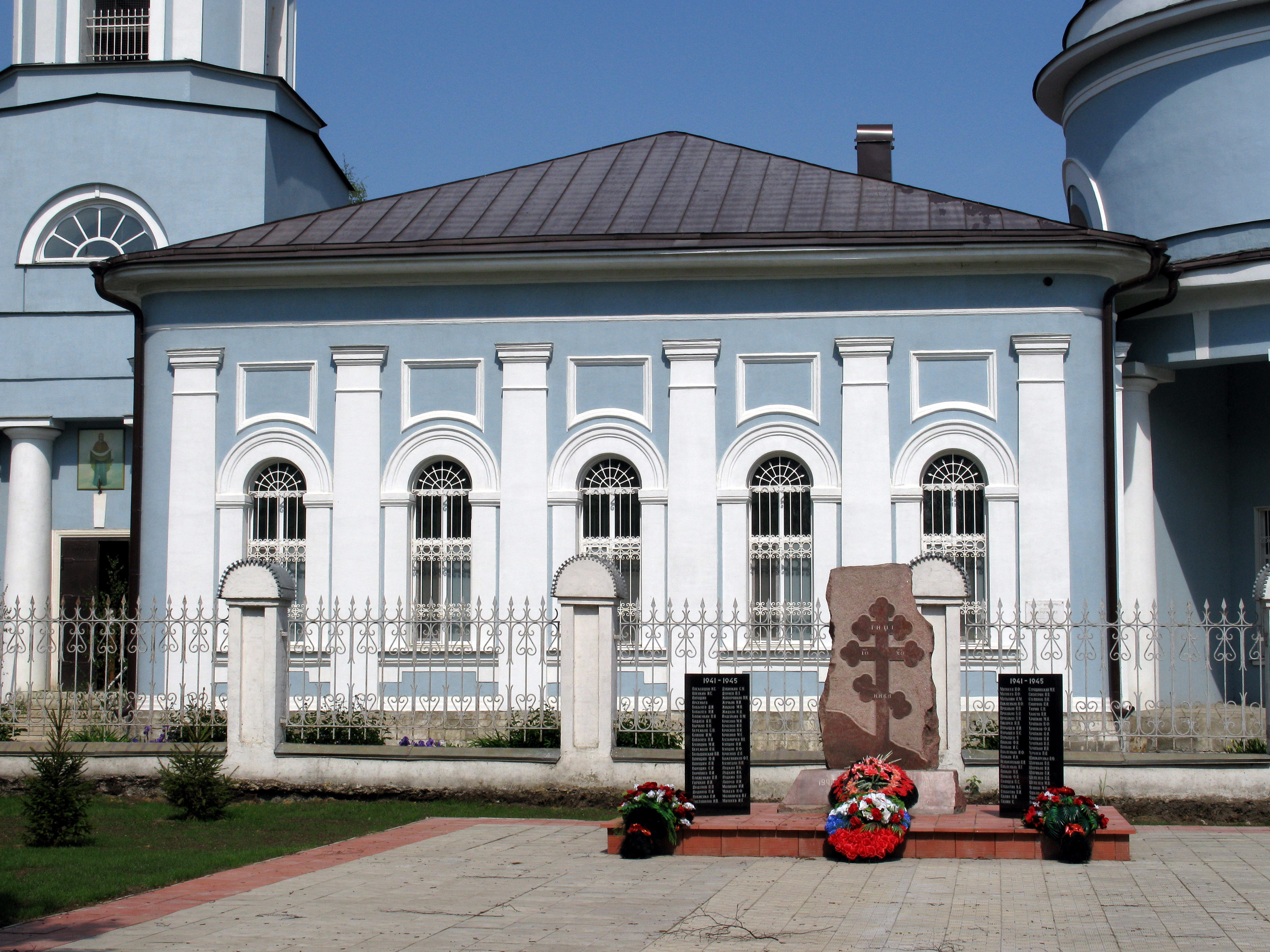
Трапезная Покровского храма
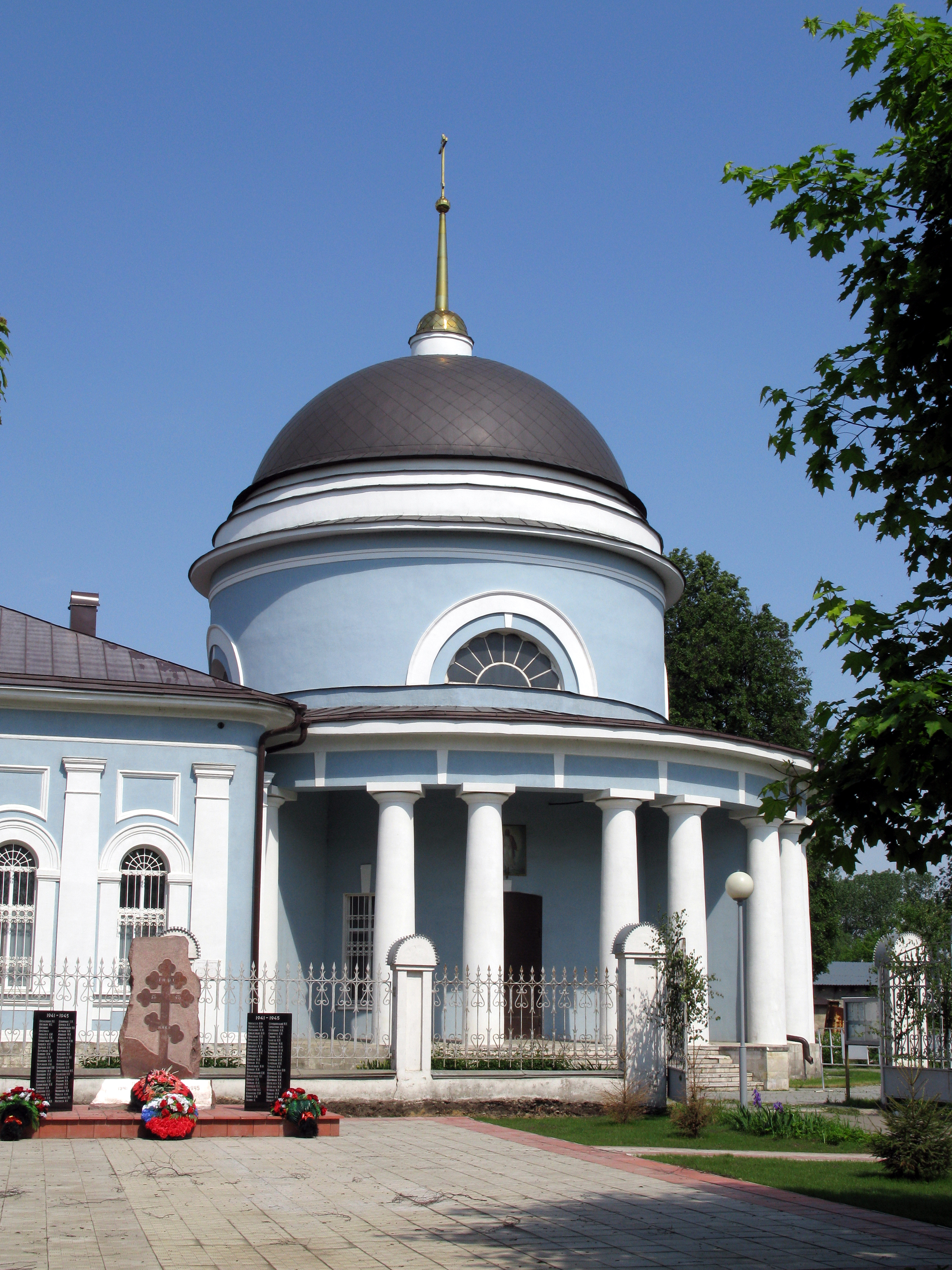
Покровский храм
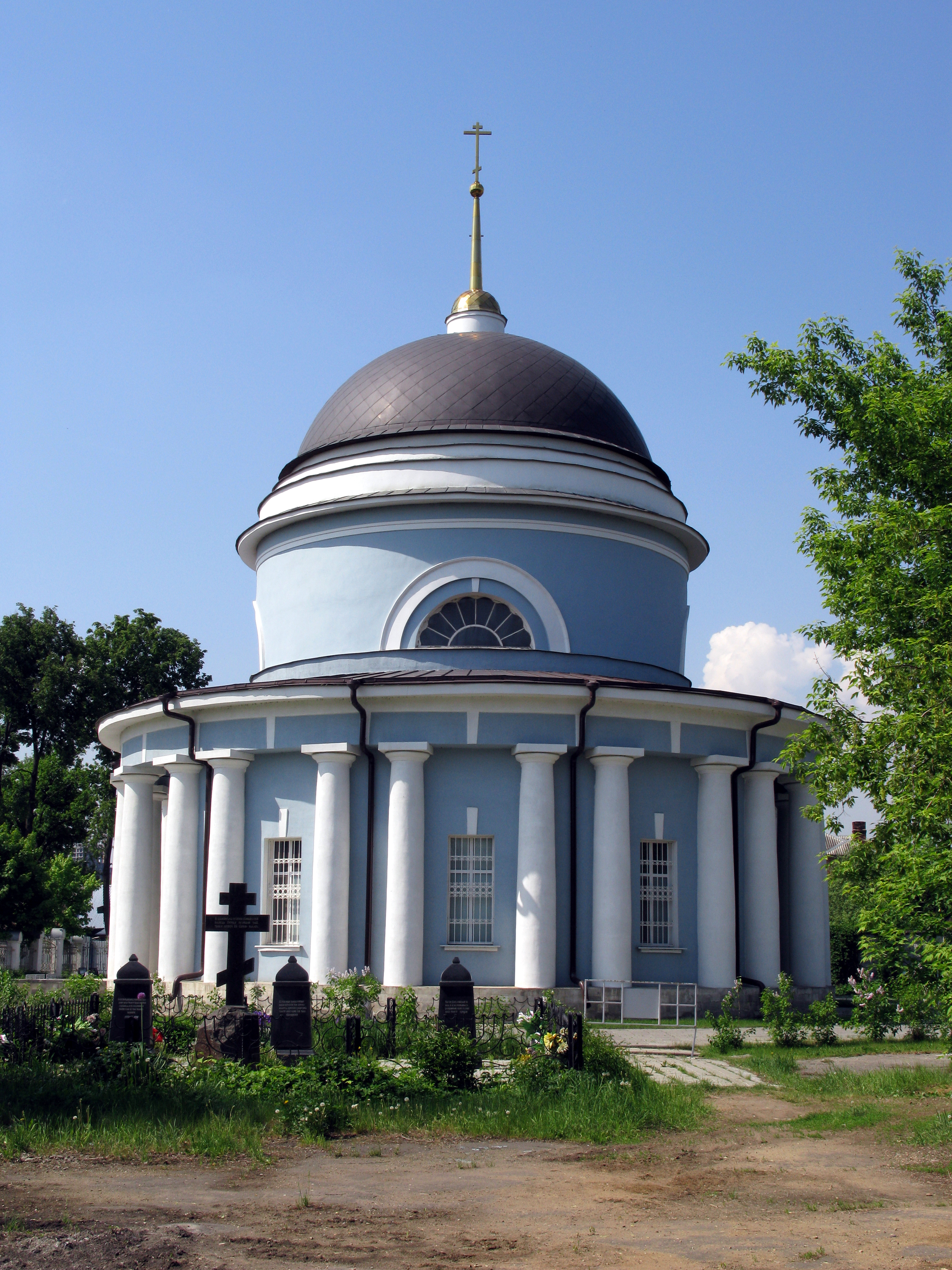
Покровский храм
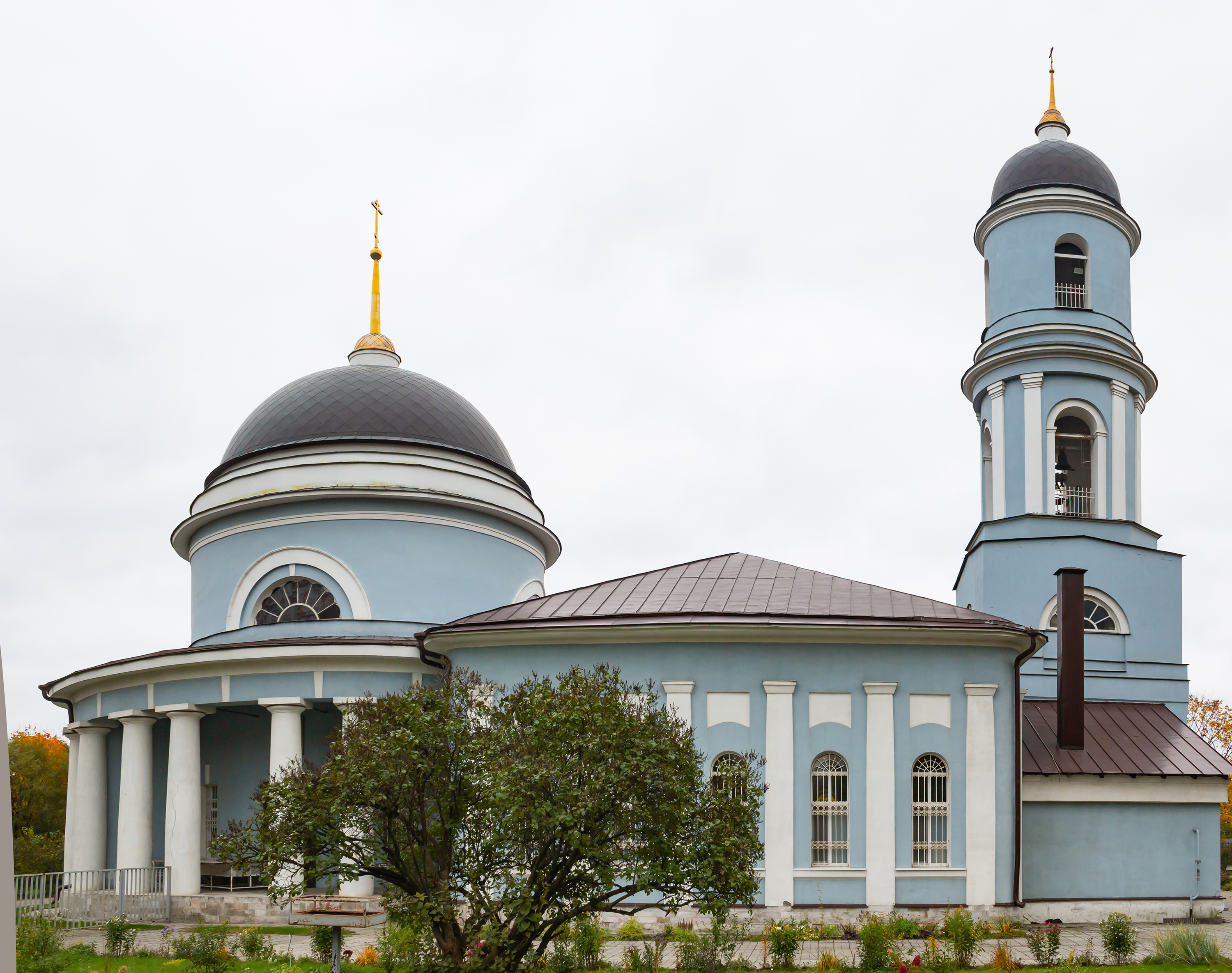
Храм Покрова Пресвятой Богородицы (Пехра-Покровское)
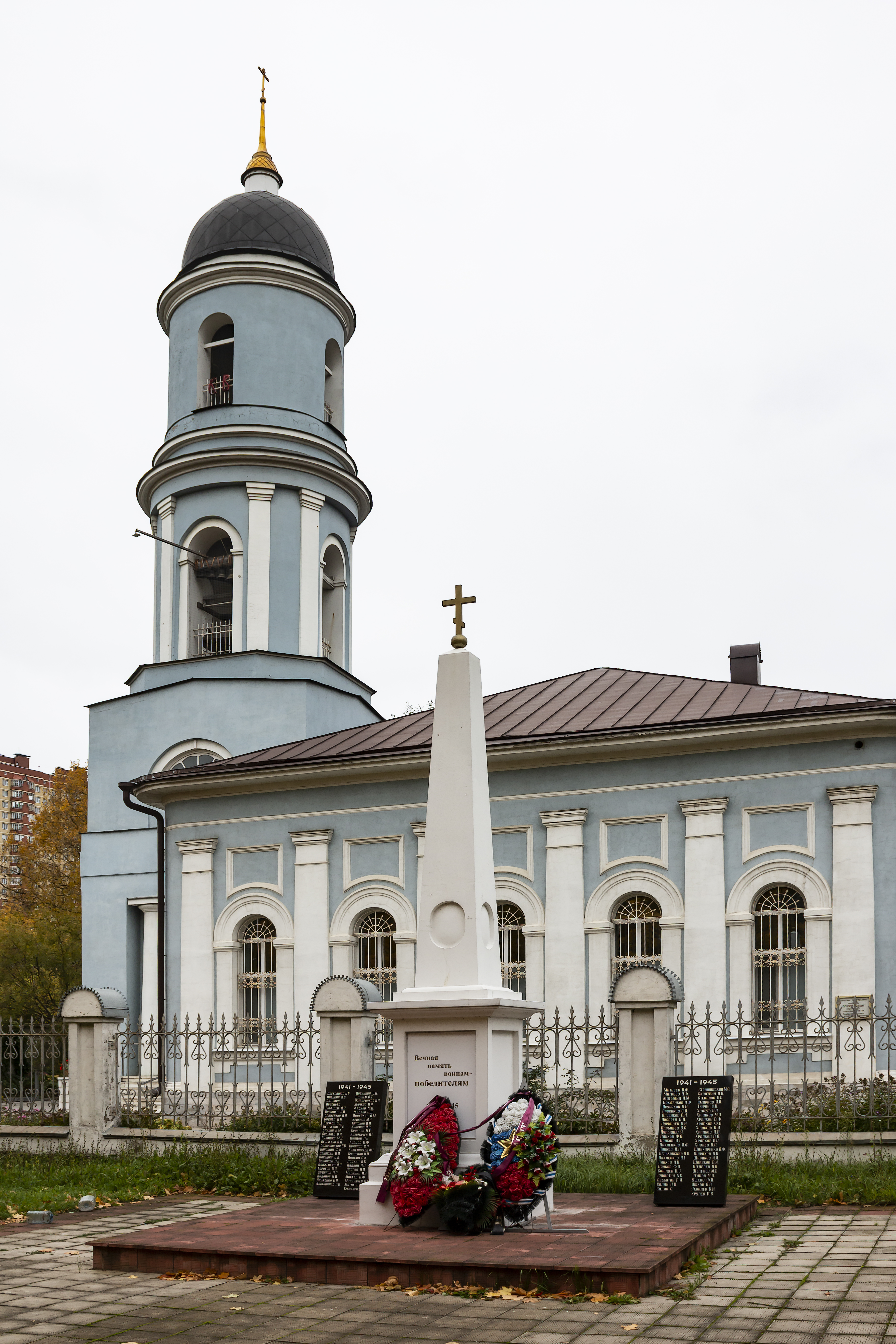
Памятный знак в честь земляков, погибших в годы Великой Отечественной войны 1941-1945 гг